# Nogalina

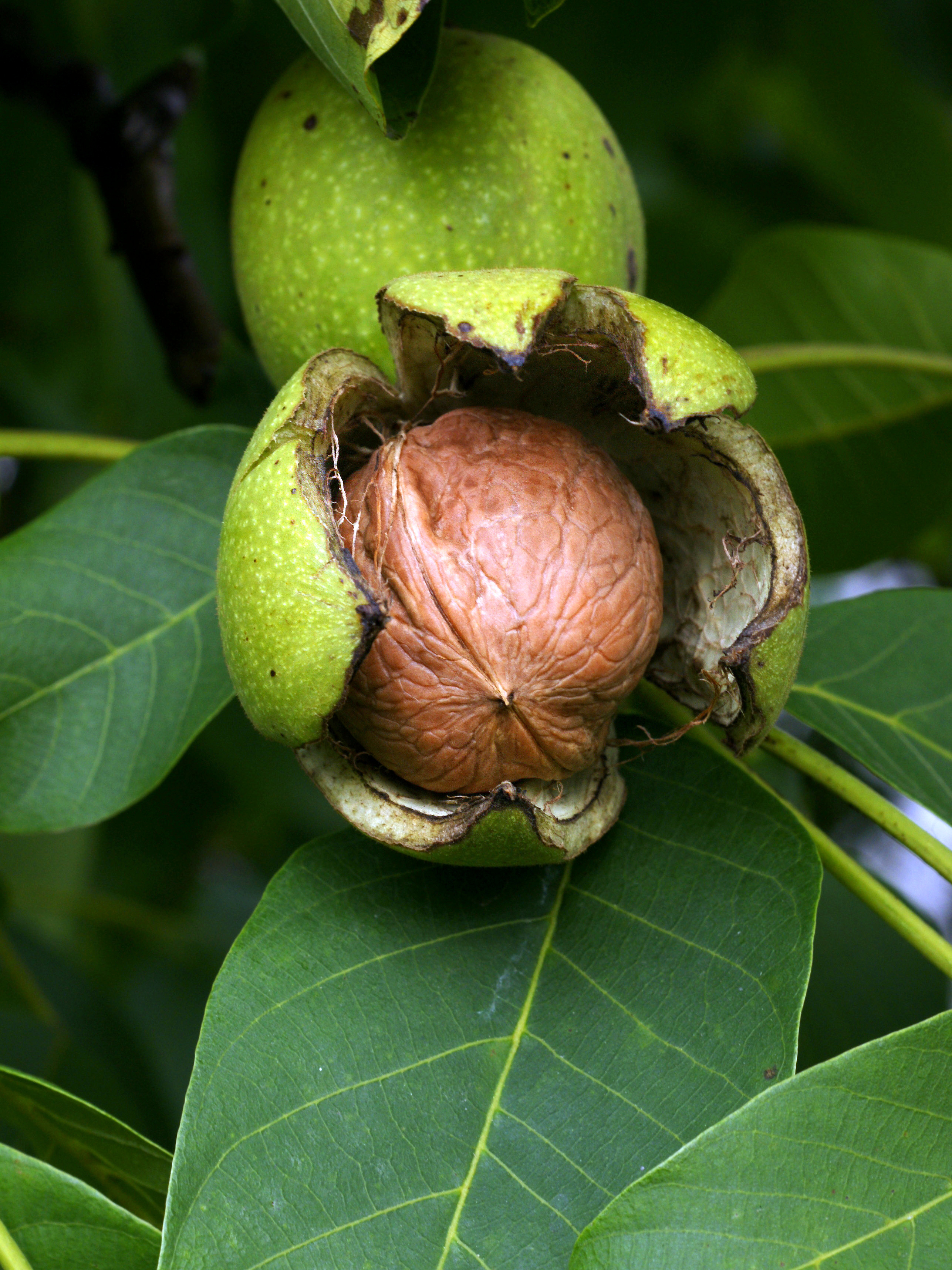
La nogalina se obtiene de la corteza de la nuez, Juglans regia.

La nogalina es un colorante obtenido de la cáscara de la nuez. Se utiliza en ebanistería para teñir la madera, normalmente de nogal. De este modo del mismo árbol se extrae la madera y su tinte.
Otro uso que se le da a la nogalina es el de sustituto de tinta china en pintura al agua dando excelentes resultados.
La nuez es el endocarpio o hueso del fruto, y su interior comestible es la semilla. El pericarpio o cáscara de las nueces verdes, conocido como nogalina o ruezno, es la parte externa del fruto, carnosa y verde; la cual, aunque no es comestible es, junto con las hojas, la parte más usada en fitoterapia por sus propiedades medicinales.
La nogalina en escamas se extrae de las dos capas externas del fruto de la nuez —epicarpo y mesocarpo—. La envoltura verde de la nuez cambia de consistencia y color cuando la nuez madura. Se vuelve de un color oscuro. Es en esta fase cuando podemos extraer la nogalina. 
Cuando se extrae a altas temperaturas el aceite es empleado como base de ciertas pinturas y tintes.

## Preparación para su uso
La nogalina se presenta en escamas, las cuales se deshacen en agua templada hasta llegar a obtener desde el nogal claro, pasando por los medios, hasta el nogal oscuro —según la tonalidad requerida— todos ellos transparentes.
Su aplicación es sencilla y se hace con pincel o una esponja.